# Râul Ciocârlia, Șușița
Râul Ciocârlia este un curs de apă, afluent al râului Șușița. 